# 전파창
전파창(電波窓; radio window)은 전자기 복사 스펙트럼에서 지구 대기를 통과할 수 있는 범위의 진동수이다. 그 파장은 약 1 센티미터에서 약 11 미터이다.

지구 대기 중에서 전자기파의 부전도(不傳導).

## 같이 보기
- 대기의 창
- 적외선창
- 가시광창
- 전파의 전파